# Kravatnål
En kravatnål er en anordning, der oprindeligt blev båret af mænd fra den engelske overklasse, for at fastgøre folderne i deres kravat.